# Майк О'Герн «Baby Don't Hurt Me» (мем)
Мем Майк О'Герн «Baby Don't Hurt Me» — серія мемів у TikTok, де відеокліпи американського бодибілдера Майка О'Герна, чотириразового переможця конкурсу "Містер Всесвіт", часто взяті з його акаунта в TikTok, використовуються разом з іронічними підписами до мему. Мем став популярним у березні 2023 року, набувши вірусного поширення на сайтах, включаючи Twitter.

## Походження
Невідомо, хто вперше поєднав кліп Майка О'Герна з піснею та підписом у шаблон цього мему. Один з перших відомих прикладів був опублікований у TikTok-уром @thefragrancegod 12 березня 2023 року, за тиждень він зібрав понад 930 000 переглядів.

## Поширення
13 березня 2023 року TikTok-ер @shaggington.official опублікував відео, в якому у сповільненому відтворенні показується американський бодибілдер Майк О'Герн, з підписом: "Брате, ти занадто багато випив... ти не можеш керувати автомобілем, мої ключі від машини", яке за тиждень зібрало понад 159 000 переглядів.
Мем продовжував поширюватися протягом березня 2023 року, коли користувачі TikTok додавали абсурдні підписи до відео з О'Герном. 14 березня 2023 року користувач TikTok-ер @certified_hood_classic_ опублікував мем, використовуючи відео, на якому О'Герн згинається, з підписом про те, як тримати пук, і за тиждень він зібрав понад 6 мільйонів переглядів. Через п'ять днів мем був переопублікований користувачем Twitter @ReallyLoudFart, який зібрав понад 3 000 вподобань за день. 16 березня користувач TikToker @realmf100 опублікував версію мему, яка за чотири дні набрала понад 2,2 мільйона переглядів. 17 березня користувач TikTok-ер @mikeoxpi4ra опублікував версію мему, яка за три дні набрала 1,2 мільйона переглядів.